# 妙見山 (多可町)
妙見山（みょうけんざん）は、兵庫県多可郡多可町にある標高693 mの山である。別名は妙見富士。ふるさと兵庫100山の一つ。

## 登山コース
- 東山コース：多可町立那珂ふれあい館から
- 牧野コース：牧野大池から
- 豊部コース：加美区青年の家から

## 周辺
- 笠形山
- 千ヶ峰
- 多可町立那珂ふれあい館
- 多可町余暇村公園
- 多可町立松井小学校
- 多可町立加美中学校
- 兵庫県立多可高等学校
- 国道427号
- 妙見富士カントリークラブ

## 交通アクセス
- 公共交通
  - JR西日本加古川線西脇市駅から神姫バス 多可高校口バス停下車
- 自動車
  - 中国自動車道滝野社ICから国道175号、国道427号で約40分